# Philips (Maarheeze)
Philips-Maarheeze is een voormalige Philipsvestiging, tegenwoordig Signify, in de tot de Noord-Brabantse gemeente Cranendonck behorende plaats Maarheeze, gelegen aan Philipsweg 1.

## Geschiedenis
De fabriek werd opgericht in 1954 om de chemische activiteiten te concentreren die toen nog verspreid in Oss, in Eindhoven en in Roosendaal plaats vonden. Er werden allerlei zaken geproduceerd zoals harskit voor lampvoeten, kleurlak en stempelinkt. In 1956 werd de, voorheen in Oss gevestigde, productie van fluorescentiepoeders ter hand genomen voor TL-buizen en later ook zinksulfide en cadmiumsulfide die de basis vormden voor fosforescenten in beeldbuizen.
Hiernaast werd wolfraamdraad en molybdeendraad geproduceerd, dat diende voor gloeidraden en steundraden in gloeilampen. In 1957 werd het torengebouw opgetrokken dat bekroond werd door een groot watervat. Hier werd wolfraam en molybdeen uit erts gewonnen als poeder. Dit werd geperst, gesinterd en uitgewalst, vervolgens gehamerd en uiteindelijk tot draad getrokken. Dit draad ging naar de Philips-vestigingen in Turnhout en Deurne ter verdere bewerking.
Uiteindelijk was de fabriek tot 2008 nog volop in productie maar daarna nam de bedrijvigheid, vooral door de opkomst van Led-verlichting, snel af. De metaaldraadafdeling kwam te vervallen. Vanaf 2013 werden veel gebouwen, waaronder het opvallende torengebouw, gesloopt. Er werden nog een aantal specifieke activiteiten ontplooid waaronder, vanaf 2019, het 3D-printen van lampenkappen. De vestiging, uiteindelijk bekend onder de naam Philips Lighting werd, na de verzelfstandiging in 2016 van de Philips-lichtgroep, in 2018 vervangen door Signify Maarheeze.